# Kerning
Kerning – regulowanie odległości pomiędzy konkretnymi parami znaków w danym kroju pisma i jego odmianie. Określane w ten sposób są nie tylko odstępy pomiędzy literami, ale także pozostałymi znakami (np. litera-cyfra, cyfra-cyfra, cyfra-znak interpunkcyjny).
Kerning to jeden ze sposobów regulacji świateł międzyliterowych (drugim jest tracking, czyli równomierne odsuwanie, lub przysuwanie do siebie znaków w ciągu tekstu).

## Przykład
Dobrym przykładem dostosowania odstępu międzyliterowego do danej pary znaków jest sekwencja VA. Na poniższym przykładzie litery te są zbyt oddalone od siebie.
Gdy zmniejszymy odstęp między znakami, uzyskamy równomierne rozmieszczenie znaków i co za tym idzie bardziej estetyczny obraz:

## Rodzaje kerningu
Kerning może być ujemny lub dodatni. Częściej stosowany jest kerning ujemny (tzw. podcinanie), czyli dosuwanie do siebie znaków, które wyglądają na nienaturalnie oddalone. Kerningiem dodatnim jest odsuwanie od siebie znaków sprawiających wrażenie zbyt „ściśniętych” (tzn. położonych zbyt blisko siebie).

## Zastosowania
Szczególnie duże znaczenie ma stosowanie kerningu we fragmentach tekstu pisanych w dużym stopniu pisma, gdzie wszelkie luki lub zbitki liter są szczególnie łatwo zauważalne. Są nawet produkowane specjalne kroje pisma, tzw. kroje tytułowe, przeznaczone tylko do dużych napisów, które nie nadają się do tzw. pisma chlebowego, czyli zwykłego, drobnego druku, gdyż tekst użyty nimi byłby nieczytelny z powodu zbijania się w jedną plamę niektórych par liter. Z podobnych powodów produkowane są również specjalne kroje do wzorów matematycznych, chemicznych itp., które charakteryzują się inaczej zestawionymi parami kerningowymi niż w przypadku zwykłych fontów tekstowych.
Stosowanie kerningu ma fundamentalne znaczenie przy projektowaniu logotypów oraz we wszystkich innych zastosowaniach literniczych.